# Andy White (Sänger)
Andy White (* 28. Mai 1962 in Belfast) ist ein nordirischer Singer-Songwriter und Autor, der seit 1986 Alben und seit 1999 Prosa und Lyrik veröffentlicht.

## Leben
White begann im Alter von neun Jahren mit dem Schreiben von Gedichten und Komponieren von Liedern. Er absolvierte das Methodist College in Belfast und studierte danach Englische Literatur am Robinson College der Cambridge University mit erfolgreichem Abschluss 1984. Danach trug er seine Lieder inner- und außerhalb seiner Heimat vor, wobei er auch in schottischen Stadthallen, Stripklubs in Los Angeles und im berühmten Londoner Hammersmith Odeon auftrat.
Seine erste EP Religious Persuasion veröffentlichte er 1985 bei Stiff Records. Es folgte 1986 sein erstes Album Rave on Andy White bei London Records, das in einem Rutsch in Randalstown in der Nähe von Belfast aufgenommen wurde. Als Nächstes erschien 1988 Kiss the Big Stone, das ebenfalls in Nordirland aufgenommen wurde und an dem Gastmusiker mitwirkten, darunter Arty McGlynn aus der Band Van Morrisons. Dies war sein letztes Album für London Records, denn er wechselte zu Cooking Vinyl, wo 1990 Himself erschien, gefolgt von Out There im Jahre 1992 bei Warner Music UK. 1993 wurde er als „Songwriter des Jahres“ von der irischen Musikzeitschrift Hot Press ausgezeichnet. Das 1994 wieder bei Cooking Vinyl veröffentlichte Album Destination Beautiful wurde erstmals auch in den USA vertrieben, um Whites Namen bekannt zu machen. Grund dafür war die neue Formation ALT, bestehend aus ihm und dem Split-Enz-Mitglied Tim Finn und dem Hothouse-Flowers-Mitglied Liam Ó Maonlaí (alle Gesang, Gitarre), deren Album Altitude (1995) dort veröffentlicht und von einer Tournee umrahmt werden sollte. Dem folgte 1996 mit Teenage in America die Fortsetzung der solistischen Arbeiten. Nach weiteren Solo-Alben, die die Labelbezeichnung ALT Recordings tragen, kam 2006 Garageband als erste Veröffentlichung bei Floating World Records auf den Markt. Im Namen der Firma wie auch in den kontinentübergreifenden Entstehungsgeschichten der Lieder spiegelt sich Whites Weltoffenheit wider.
1999 publizierte White unter dem Titel The Music of What Happens Songtexte und Gedichte.
Er wirkte als Sänger und Mitautor des Liedes Whole Thing an den Aufnahmen des Weltmusik-Kompilations-Albums mit dem Namen Big Blue Ball von Peter Gabriel und Karl Wallinger mit, das in den Sommern der Jahre 1991, 1992 und 1995 in den Real World Studios aufgenommen wurde und 2008 erschien.
2009 erschien sein erster Prosaband 21st Century Troubador. Drei Jahre später legte er das Doppelalbum 21st Century Troubador nach, das auf dem Buch basiert. 2011 veröffentlichte er seinen zweiten Lyrikband Stolen Moments. Im selben Jahr arbeitete er mit seinem langjährigen Freund, dem kanadischen Songwriter Stephen Fearing, an einem gemeinsamen Album namens Fearing & White. Die dafür verwendeten Stücke hatten sich im Laufe der Zeit angesammelt. Im März 2014 wiederholten sie dies mit dem Album Tea and Confidences. In seiner Karriere arbeitet er mit vielen Größen aus der Musikbranche zusammen, wie Peter Gabriel, Sinéad O’Connor und John Leckie (Produzent u. a. von Simple Minds, Muse, Radiohead). Bei seinen zahlreichen Tourneen spielte er u. a. auf dem Glastonbury Festival sowie bei über den Globus verteilten Rockfestivals in Italien, Spanien, Südafrika, den USA, Venezuela, Singapur und Australien. Ebenso auf internationalen Folkfestivals in England, Australien und Kanada. White lebt momentan zusammen mit seinem Sohn in Melbourne.

## Stil
Die Internetplattform Allmusic hat die Bezeichnungen Alternative Singer/Songwriter und Indie-Rock angegeben. Bei Discogs ändert sich die stilistische Zuschreibung von Folk Rock, Country-Rock und Indie-Rock (Rave on Andy White) über Alternative Rock (Out There) hin zu Folk, World Music und Country (How Things Are). Für culturenorthernireland.org ergibt alles zusammen „Celtic Soul“.
Rave On ist nach Einschätzung von Allmusic ein Protestalbum in der Tradition Bob Dylans, das den Nordirlandkonflikt thematisiert. Auf musicOMH kommt Songwriter nicht gut weg: Die Musik sei öde und die Texte klischeehaft. In How Things Are, analysierte die Online-Ausgabe des No-Depression-Magazins, blickt White auf seine Ehe, die 15 Jahre gehalten hat, zurück, vom Kennenlernen davor bis zur Scheidungsverarbeitung danach. Er spielt darauf Gitarre, Bass, Ukulele, Mandoline und Keyboard, sein 20-jähriger Sohn Schlagzeug und Perkussion, beide nur noch von einer weiteren, für die Streichinstrumente zuständigen, Musikerin unterstützt.

## Diskografie
- 1985: Religious Persuasion (EP, Stiff Records)
- 1986: Rave on Andy White (London Records)
- 1988: Kiss the Big Stone (London Records)
- 1990: Himself (Cooking Vinyl)
- 1992: Out There (Warner Music UK)
- 1994: Destination Beautiful (Cooking Vinyl)
- 1995: Altitude (mit Liam O’Maonlai und Tim Finn als ALT) (ALT Recordings)
- 1996: Teenage in America (Cooking Vinyl)
- 1998: andywhite.compilation (Cooking Vinyl)
- 1999: Rare (Laughing Outlaw Records)
- 2000: Speechless (Kompilation, Womad Select)
- 2000: Andy White (ALT Recordings)
- 2003: Boy 40 (ALT Recordings)
- 2006: Garageband (Floating World Records)
- 2009: Songwriter (Floating World Records)
- 2011: Fearing & White (mit Stephen Fearing) (LowdenProud Records)
- 2012: 21st Century Troubadour (Doppel-CD, Floating World Records)
- 2014: How Things Are (Floating World Records)
- 2014: Tea and Confidences (mit Stephen Fearing) (LowdenProud Records)

## Buchveröffentlichungen
- The Music of What Happens (Lyrik, 1999)
- 21st Century Troubadour (Prosa, 2009)
- Stolen Moments (Lyrik, 2011)